# Z-4 Richard Beitzen
Z-4 «Рихард Байцен» (нем. Z-4 «Richard Beitzen») — немецкий эскадренный миноносец типа 1934.
Назван в честь капитан-лейтенанта Рихарда Байцена, командира 14-й флотилии миноносцев, погибшего 30 марта 1918 года на миноносце «G-85», подорвавшемся на мине в Северном море .
Заложен 7 января 1935 года на верфи фирмы «Deutsche Werke AG» в Киле. Спущен на воду 30 ноября 1935 года и 13 мая 1937 года вступил в строй. Был включён в состав 1 дивизиона эсминцев кригсмарине. По состоянию на сентябрь 1939 года бортовой № 11.

## История службы
В апреле 1938 года совершил плавание в Норвегию с заходом в Ульвик.
19 августа 1938 года участвовал во флотском смотре с участием рейхсканцлера Гитлера и регента Венгрии адмирала Хорти.
26 октября 1938 года вошёл в состав 1-й флотилии эскадренных миноносцев кригсмарине.
С 18 апреля по 15 мая 1939 года совершал плавание к побережью Испании и Марокко, после чего принимал участие в оккупации Мемеля (май 1939).
С началом Второй мировой войны принимал участие в Польской кампании.
26 октября 1938 года вошёл в состав 1-й флотилии эскадренных миноносцев кригсмарине.
С октября 1939 года по февраль 1940 года действовал в Северном море и Балтийских проливах, в том числе в минно-заградительных операциях у восточного побережья Великобритании. Участвовал в операции «Викингер» 22 февраля 1940 года.
С октября 1940 по март 1941 года базировался и действовал в Западной Франции.
С марта по июнь 1941 года проходил ремонт, после чего был перебазирован в Норвегию.
13 июля 1941 года совместно с эсминцами «Карл Гальстер», «Герман Шеман», «Ганс Лоди» и «Фридрих Экольдт» потопил в Баренцевом море советский сторожевой корабль «Пассат» и спасательные суда ЭПРОН РТ-67 «Молотов» и РТ-32 «Кумжа» буксирующие два 40-тонных судоподъемных понтона.
24 июля совместно с эсминцами «Карл Гальстер», «Герман Шеман» и «Фридрих Экольдт» потопил в Баренцевом море советское гидрографическое судно «Меридиан».
10 августа совместно с эсминцами «Ганс Лоди» и «Фридрих Экольдт» потопил в Баренцевом море у входа в Кольский залив советский сторожевой корабль «Туман». С сентября по ноябрь снова в ремонте. В феврале 1942 года участвовал в операции «Церберус», в ходе которой был легко поврежден британской авиацией.  
В дальнейшем, до мая 1943 года, снова был задействован в Арктике.
7 сентября 1942 года совместно с эсминцами «Z-30», «Z-29» и «Фридрих Экольдт» участвовал в постановке минных заграждений «Романов» и «Цесаревич» между полуостровом Канин и островом Колгуев (всего выставлено 90 мин ЕМС и 90 мин EMF) На данных минах 26 ноября 1942 года подорвался советский ледокол «Микоян».
5 — 9 ноября в составе боевой группы во главе с тяжёлым крейсером «Адмирал Хиппер» действовал в северо-восточной части Баренцева моря (операция «Хоффнунг»), в декабре участвовал в операции «Регенбоген».
В мае — сентябре 1943 года эсминец проходил очередной ремонт. 27 октября 1943 года получил повреждение в результате навигационной аварии у Кармсунна, ремонт продолжался до августа 1944 года.
После этого до февраля 1945 года эсминец действовал в Скагерраке и Каттегате, при этом 5 августа 1944 года в машинно-котельном отделении корабля произошёл пожар. 5 ноября того же года был легко повреждён в результате навигационной аварии в гавани Хортена.
24 апреля 1945 года эсминец был тяжело повреждён британской авиацией в Скагерраке. 14 мая 1945 года капитулировал в Осло.
15 января 1946 года по репарациям был передан Великобритании, зачислен как эскадренный миноносец Н-97 в состав Королевского военно-морского флота. Исключён из состава флота из-за сильного износа в январе 1947 года. В 1948 году продан на слом корпорации «BISCO» («British Iron & Steel Corporation»), в 1949 году разобран на металл.

## Командиры корабля
| Имя и звание                                                | Время службы                    |
| ----------------------------------------------------------- | ------------------------------- |
| корветтен-капитан Ганс-Йоахим Гадов                         | 13 мая 1937 — 15 мая 1938       |
| капитан-лейтенант/корветтен-капитан Мориц Шмидт             | 16 мая 1938 — 24 октября 1939   |
| корветтен-капитан/фрегаттен-капитан Ганс фон Дэвидсон       | 1 ноября 1939 — 30 января 1943  |
| корветтен-капитан/фрегаттен-капитан Ганс Уго Эдуард Доминик | 31 января 1943 — 19 января 1944 |
| нет командира                                               | 20 января 1944 — апрель 1944    |
| капитан-лейтенант Вальтер Лёде-Нейрат                       | апрель 1944 — июнь 1944         |
| корветтен-капитан Рудольф Гаде                              | июнь 1944 — 9 сентября 1944     |
| корветтен-капитан/фрегаттен-капитан Хельмут Нойс            | 9 сентября 1944 — 15 июля 1945  |